# Nini Bulterijs
Nini Bulterijs (født 20. november 1929 i Temse, død 12. december 1989 i Wilrijk, Antwerpen, Belgien) var en belgisk komponist, pianist, professor og lærer.
Bulterijs studerede klaver og komposition på Det Kongelige Flamske Musikkonservatorium i Antwerpen. Hun studerede herefter komposition privat hos bl.a. Jean Absil. Bulterijs har skrevet en symfoni, orkesterværker, koncertmusik, kammermusik etc.
Hun blev senere professor og lærer i komposition på det Kongelige Flamske Musikkonservatorium i Antwerpen.

## Udvalgte værker
- Symfoni (1965) - for orkester
- "Symfoniske satser" (1960) - for orkester
- Klaverkoncert (1961) - for klaver og orkester
- Violinkoncert (1968) - for violin og orkester